# Oikopleura villafrancae
Oikopleura villafrancae är en ryggsträngsdjursart som beskrevs av Fenaux 1992. Oikopleura villafrancae ingår i släktet Oikopleura och familjen lysgroddar. Inga underarter finns listade i Catalogue of Life.